# Hans Hüneke
Hans Hüneke wł. Johannes Ernest Hüneke (ur. 12 stycznia 1934 w Schwalenbergu, zm. 14 sierpnia 2015 w Dernbach) – niemiecki lekkoatleta, długodystansowiec, medalista mistrzostw Europy z 1958.  W czasie swojej kariery reprezentował Republikę Federalną Niemiec.
Startując we wspólnej reprezentacji Niemiec zdobył brązowy medal w biegu na 3000 metrów z przeszkodami na mistrzostwach Europy w 1958 w Sztokholmie. Wyprzedzili go tylko Polak Jerzy Chromik i Siemion Rżyszczyn ze Związku Radzieckiego. Na igrzyskach olimpijskich w 1960 w Rzymie Hüneke awansował do finału biegu na 3000 metrów z przeszkodami, ale go nie ukończył wskutek kontuzji.
Hüneke był mistrzem RFN w biegu na 3000 metrów z przeszkodami w 1959, wicemistrzem w 1957 i brązowym medalistą w 1958. Zdobył również złoty medal w sztafecie 3 × 1000 metrów w 1958, a w biegu przełajowym był mistrzem w 1965 indywidualnie oraz w 1956, 1962 i 1964 w drużynie. W hali był wicemistrzem w 1957 i 1962 oraz brązowym medalistą w 1956 w biegu na 3000 metrów.
3 sierpnia 1958 w Kassel ustanowił rekord RFN w biegu na 3000 metrów z przeszkodami czasem 8:37,4.